# Quantenverschränkung
Von Verschränkung spricht man in der Quantenphysik, wenn ein zusammengesetztes physikalisches System, z. B. ein System mit mehreren Teilchen, als Ganzes betrachtet einen wohldefinierten Zustand einnimmt, ohne dass man auch jedem der Teilsysteme einen eigenen wohldefinierten Zustand zuordnen kann.
Im Bereich der klassischen Physik kann es dieses Phänomen nicht geben. Dort sind zusammengesetzte Systeme stets separabel, das heißt, jedes Teilsystem hat zu jeder Zeit einen bestimmten Zustand, der sein jeweiliges Verhalten bestimmt, wobei die Gesamtheit der Zustände der einzelnen Teilsysteme und ihr Zusammenwirken vollständig erklären, in welchem Zustand das Gesamtsystem ist und wie es sich verhält. In einem quantenphysikalisch verschränkten Zustand des Systems besitzen hingegen die Teilsysteme mehrere ihrer möglichen Zustände nebeneinander, wobei jedem dieser Zustände eines Teilsystems ein anderer Zustand der übrigen Teilsysteme zugeordnet ist. Um das Verhalten des Gesamtsystems richtig erklären zu können, muss man alle diese nebeneinander bestehenden Möglichkeiten zusammen betrachten. Dennoch zeigt jedes Teilsystem, wenn eine Messung an ihm durchgeführt wird, immer nur eine dieser Möglichkeiten, wobei die Wahrscheinlichkeit, dass gerade dieses Ergebnis auftritt, durch eine Wahrscheinlichkeitsverteilung bestimmt ist. Messergebnisse an mehreren verschränkten Teilsystemen sind miteinander korreliert, das heißt, je nach dem Ergebnis der Messung an einem Teilsystem liegt für die möglichen Messergebnisse an den anderen Teilsystemen eine veränderte Wahrscheinlichkeitsverteilung vor. Diese durch Quantenverschränkung erzeugten Korrelationen werden auch als Quantenkorrelationen bezeichnet.

## Überblick
Verschränkte Zustände sind häufig. Ein verschränkter Zustand entsteht jedes Mal, wenn zwei Teilsysteme miteinander wechselwirken (z. B. miteinander kollidieren) und es danach verschiedene, aber aufeinander abgestimmte Möglichkeiten gibt, wie sie sich weiter verhalten (z. B., in welche Richtung sie nach dem Zusammenstoßen weiterfliegen). Alle diese Möglichkeiten haben nach der Quantenmechanik eine gewisse Wahrscheinlichkeit, mit der sie in entsprechend aufeinander abgestimmter Weise im Zustand des Gesamtsystems bis zum Moment der quantenmechanischen Messung vertreten sein müssen.
Die Verschränkung wird beendet, sobald man eines der Teilsysteme auf einen bestimmten seiner Zustände festlegt. Dann geht sofort auch ein anderes Teilsystem, das durch die Verschränkung mit dem ersten Teilsystem verknüpft war, in denjenigen Zustand über, der dem durch die Beobachtung festgestellten Zustand des ersten Teilsystems zugeordnet war. Der Zustand des Gesamtsystems zeigt dann keine Verschränkung mehr, denn beide Teilsysteme für sich betrachtet sind nun in einem je eigenen bestimmten Zustand.
Als weiteres Beispiel neben dem Zustand nach einem Stoßprozess sei der Grundzustand des Wasserstoffatoms genannt, in dem sich die Spins von Elektron und Proton zum Atomspin Null addieren. Die beteiligten Zustände der beiden Teilchen sind die, in denen sie ihren Spin parallel bzw. antiparallel zur z-Richtung ausgerichtet haben. Im Grundzustand des Atoms findet man für das Elektron wie für das Proton beide Zustände mit gleicher Wahrscheinlichkeit. Legt man durch eine Messung im Magnetfeld den Spin des Elektrons auf eine dieser Möglichkeiten fest, z. B. auf die (+z)-Richtung, dann erhält der Spin des Protons definitiv auch einen wohlbestimmten Zustand – und zwar den in (−z)-Richtung, was durch eine nachfolgende Messung am Proton bestätigt werden kann. Der Zustand des Atoms ist danach aber ein anderer, nicht verschränkter Zustand, der wiederum als eine Überlagerung der beiden verschränkten Zustände mit Atomspin Null und Eins, jeweils mit gleicher Amplitude, dargestellt werden kann.
Das heißt, wenn man ein verschränktes System in einem gegebenen Zustand hat und durch gleichzeitige Messungen an mehreren Teilsystemen deren Zustand feststellt, dann liegen die Messergebnisse für jedes einzelne Teilsystem nicht fest, sind aber korreliert. Die Unbestimmtheit der Zustände der verschränkten Teilsysteme vor der Beobachtung zusammen mit diesen Korrelationen zwischen den zusammengehörigen Beobachtungsergebnissen stellt eines der größten Probleme für das Verständnis der Quantenphysik dar. Albert Einstein, der dies im Jahr 1935 als Erster in einem Gedankenexperiment theoretisch klar herausarbeitete (siehe EPR-Paradoxon), schloss daraus, dass die Quantenmechanik noch kein zutreffendes Bild von der physikalischen Realität geben könne, denn an eine – so wörtlich – „spukhafte Fernwirkung“, mit der die Messung an einem Teilsystem das Ergebnis der Messung am anderen beeinflussen könnte, um die Korrelationen zu erzeugen, wollte er nicht glauben.

### Erklärungsansätze
Die durch Verschränkung verursachten Korrelationen sind mittlerweile durch viele Experimente nachgewiesen. Sie sind unabhängig davon, wie weit die Orte, an denen die Messungen an den Teilsystemen vorgenommen werden, voneinander entfernt sind und in welchem zeitlichen Abstand die Messungen erfolgen. Das gilt auch dann, wenn die Messungen so weit voneinander entfernt sind und so schnell nacheinander (oder sogar gleichzeitig) durchgeführt werden, dass das Messergebnis an einem Teilchen den Zustand des anderen auf keinem physikalischen Weg beeinflusst haben kann. Bei bestimmten Experimenten sind die Korrelationen so stark, dass sie prinzipiell von keiner Theorie erklärt werden können, die wie die klassische Physik auf dem physikalischen Prinzip des „lokalen Realismus“ aufbaut – das heißt darauf, dass jedes Teilsystem immer einen wohldefinierten Zustand hat, auf den ein anderes räumlich entferntes Teilsystem nur mit Lichtgeschwindigkeit einwirken kann. Damit wird nach der Bellschen Ungleichung auch ausgeschlossen, dass eine solche lokal-realistische Theorie mit hypothetischen zusätzlichen verborgenen Variablen das Phänomen der Quantenkorrelation beschreiben könnte.
Die Tatsache, dass die Verschränkung (im Gegensatz zur klassischen Physik) keine lokal-realistische Interpretation zulässt, bedeutet, dass entweder die Lokalität aufgegeben werden muss (etwa wenn man der nichtlokalen Wellenfunktion selbst einen realen Charakter zubilligt – das geschieht insbesondere in Kollapstheorien, in der Viele-Welten-Interpretation oder der De-Broglie-Bohm-Theorie) oder das Konzept einer mikroskopischen Realität – oder aber beides. Am radikalsten wird diese Abkehr vom klassischen Realismus in der Kopenhagener Deutung vertreten; nach dieser Interpretation, die bei den Physikern seit Jahrzehnten als Standard gilt, ist die Quantenmechanik nicht „realistisch“ (da eine Messung nicht einen Zustand feststellt, wie er vor der Messung vorlag, sondern den Zustand präpariert, der nach der Messung vorliegt) und im engeren Sinne auch nicht „lokal“ (weil der Zustand {\displaystyle |\psi \rangle } die Wahrscheinlichkeitsamplituden für alle Orte im Raum gleichzeitig festlegt, zum Beispiel durch die Wellenfunktion {\displaystyle \psi (x,y,z)}).

## Geschichte
Die Verschränkung und ihre Folgen gehören zu denjenigen Konsequenzen der Quantenmechanik, die zum klassischen (Alltags-)Verständnis besonders deutlich im Widerspruch stehen, und haben damit den meisten Widerstand gegen diese Theorie als ganze hervorgerufen. Auf das Phänomen hat unter der Bezeichnung „Wahrscheinlichkeitsabhängigkeiten“ J. v. Neumann im Jahr 1932 aufmerksam gemacht. Die Bezeichnung als Verschränkung wurde 1935 von Erwin Schrödinger eingeführt. Albert Einstein, Boris Podolsky und Nathan Rosen formulierten 1935 den EPR-Effekt, nach dem die Quantenverschränkung zur Verletzung des klassischen Prinzips des lokalen Realismus führen würde, was von Einstein in einem berühmten Zitat als „spukhafte Fernwirkung[en]“ bezeichnet wurde. Jedoch konnten die Vorhersagen der Quantenmechanik durch Experimente höchst erfolgreich belegt werden.
Viele Wissenschaftler führten dies irrtümlicherweise auf noch unbekannte, deterministische „verborgene Variablen“ zurück, die sowohl dem lokalen Realismus unterworfen seien als auch alle Quantenphänomene erklären könnten. Doch 1964 zeigte John Stewart Bell theoretisch, dass man diese Frage anhand der Bellschen Ungleichung experimentell entscheiden kann. Korrelationen durch Quantenverschränkung können stärker sein als mit einer beliebigen lokal-realistischen Theorie mit verborgenen Variablen zu erklären wäre. Dies wurde durch Experimente bestätigt, sodass die Quantenverschränkung heute als physikalisches Phänomen allgemein (außer von wenigen Abweichlern) anerkannt ist. Stuart J. Freedman und John Clauser waren 1972 die ersten, die einen Bell-Test ausführten. 1982 folgte der Bell-Test von Alain Aspect, der Clausers Experiment weiter entwickelte, indem er verschränkte Photonen durch zwei verschiedene Polarisierer leitete, und damit die Messmöglichkeiten verbesserte.
Ein Team um Anton Zeilinger in Innsbruck führte 1999 experimentelle Messungen mit verschränkten Photonen durch. In einem parallelen Experiment gelang es der französischen Arbeitsgruppe um Serge Haroche an der École normale supérieure in Paris, erstmals auch die Verschränkung von Atomen nachzuweisen. Aspect, Clauser und Zeilinger erhielten 2022 für ihre Arbeiten den Nobelpreis für Physik.
Von Bell stammt auch die Veranschaulichung von Verschränkung und EPR-Effekt anhand des Vergleichs mit „Bertlmanns Socken“.
2008 wurde von der Gruppe um Nicolas Gisin in einem Experiment überdies eine untere Grenze für die Geschwindigkeit einer angenommenen „spukhaften Fernwirkung“ gesetzt: Um die Messergebnisse durch eine von dem einen gemessenen Photon zum anderen propagierende Wirkung zu erklären, müsste sich diese mit wenigstens 10.000-facher Lichtgeschwindigkeit ausbreiten. Eine solche Kommunikation würde der Grenzgeschwindigkeit des Lichts in der speziellen Relativitätstheorie eklatant widersprechen und unter anderem bedeuten, dass Zeitschleifen möglich wären.

## Keine überlichtschnelle Informationsübertragung
Die Korrelationen durch Verschränkung verletzen nicht die Relativitätstheorie. Zwar liegt immer die Interpretation nahe, die Korrelationen könnten nur durch eine überlichtschnelle Wechselwirkung der verschränkten Teilsysteme zustande kommen. Es handelt sich aber nicht um eine Wechselwirkung, denn hierbei kann keine Information übertragen werden. Die Kausalität ist somit nicht verletzt. Dafür gibt es folgende Gründe:
- Quantenmechanische Messungen sind probabilistisch, das heißt nicht streng kausal.
- Das No-Cloning-Theorem verbietet die statistische Überprüfung verschränkter Quantenzustände, ohne dass diese dabei verändert werden.
- Das No-Communication-Theorem besagt, dass Messungen an einem quantenmechanischen Teilsystem nicht benutzt werden können, um Informationen zu einem anderen Teilsystem zu übertragen.

Zwar ist Informationsübertragung durch Verschränkung allein nicht möglich, wohl aber mit mehreren verschränkten Systemen in Verbindung mit einem klassischen Informationskanal, siehe Quantenteleportation. Trotz dieses Namens können wegen des benötigten klassischen Informationskanals keine Informationen schneller als das Licht übertragen werden.
Insofern kann die Verschränkung selbst keine klassische Informationsübertragung in der Zeit sein. Anton Zeilinger vermutet daher, dass Quantenereignisse in einem gewissen Sinn unabhängig von Raum und Zeit sind. Dies entspricht dem Zustand des Universums beim Urknall.

## Erzeugung verschränkter Photonen

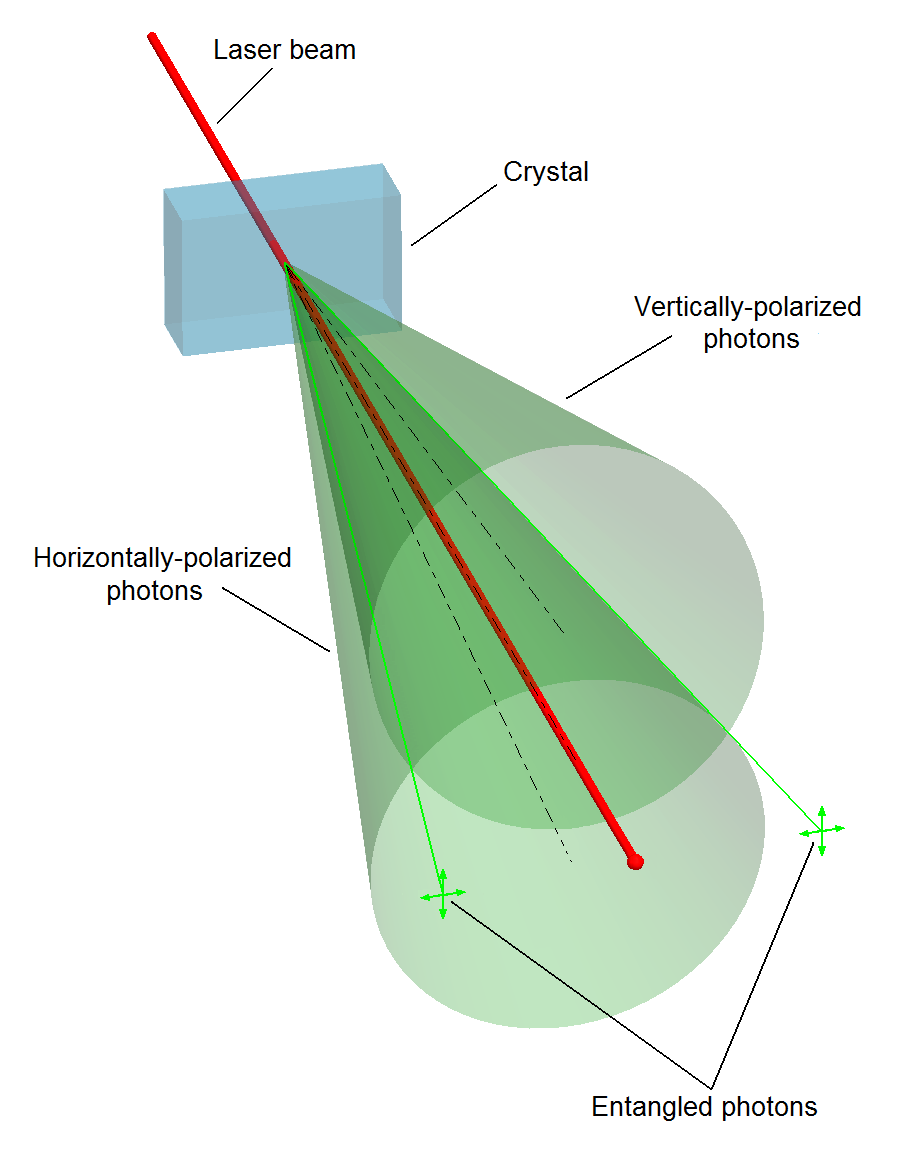
Spontane parametrische down-conversion kann Photonen in Photonenpaare mit vertikaler Polarisation teilen

Bei Photonen bezieht sich die Verschränkung meist auf die leicht zu messende Polarisation. Misst man die Polarisation eines verschränkten Photons, ist dadurch die Polarisation des anderen Photons festgelegt (z. B. bei linearer Polarisation um 90° gedreht).
Die Photonen werden dabei so miteinander verschränkt, dass alle beide unpolarisiert bleiben, die Schwingungsebene der Lichtwellen also nicht festgelegt ist. Sendet man eines der Photonen durch einen Polarisationsfilter, sodass die Polarisationsrichtung des einen bestimmt wird, steht im gleichen Moment auch fest, was eine Messung der Polarisation am anderen ergeben hätte, auch wenn es sich kilometerweit von seinem Partner-Photon entfernt hat.
Photonen können auch hinsichtlich der Flugrichtung verschränkt sein.
Die beiden Gammaquanten der Vernichtungsstrahlung bilden ein verschränktes Photonenpaar. Die Verschränkung betrifft sowohl die Flugrichtungen, die einzeln beliebig sein können, aber zusammen (im Schwerpunktsystem) einander exakt entgegengesetzt sind, als auch die Zirkularpolarisation – bei jedem der Photonen rechts und links gleich häufig, aber bei beiden Photonen immer beide rechts oder beide links. Die Richtungsverschränkung ist Grundlage der verbreiteten medizinischen Anwendung in der Positronen-Emissions-Tomographie (PET).
Verschränkte niederenergetische Photonen können durch die parametrische Fluoreszenz (parametric down-conversion) in nichtlinear optischen Kristallen erzeugt werden. Dabei wird aus einem Photon höherer Energie im Kristall ein verschränktes Paar von Photonen mit je halber Energie erzeugt. Die Richtungen, in die diese beiden Photonen abgestrahlt werden, sind stark miteinander und mit der Richtung des eingestrahlten Photons korreliert, sodass man die so erzeugten verschränkten Photonen gut für Experimente (und andere Anwendungen) nutzen kann (siehe z. B. Quantenradierer).
Mittels der nichtlinearen Effekte in diesen Kristallen sind verschränkte Photonenpaare relativ leicht zu erzeugen: Trifft ein Photon auf einen solchen Kristall, teilt es sich in zwei Photonen, deren Gesamtenergie der Energie des ursprünglichen Photons entspricht. Durch diese Paarbildung entstehen aus einem Photon mit einer Wellenlänge im blauen Spektralbereich zwei Photonen im roten Spektralbereich. Es ist zwar nicht unmöglich, aber sehr unwahrscheinlich, drei Photonen zu erzeugen.
Bestimmte Arten von Atomen können mit Laserstrahlen in einen angeregten Zustand versetzt werden. Bei ihrer Rückkehr in den Grundzustand emittieren sie ihrerseits ein Paar Photonen, die polarisationsverschränkt sein können. Diese werden jedoch nahezu unkorreliert in beliebiger Raumrichtung abgestrahlt, sodass sie nicht sehr effizient genutzt werden können.

## Anwendungen
- Bei jeder quantenmechanischen Messung wird das Messobjekt mit dem Messapparat verschränkt, um an dessen „Zeigerstellung“ den Zustand des Messobjekts ablesen zu können.
- Beim Quantenradierer und Delayed-Choice-Experiment wird der Anschein erweckt, Informationen könnten retrokausal gelöscht werden.
- Quantenschlüsselaustausch: Sicherer Austausch von Schlüsseln zwischen zwei Kommunikationspartnern zur verschlüsselten Übermittlung von Information. Der Austausch ist sicher, weil es nicht möglich ist, ihn ohne bemerkbare Störung abzuhören. Die austauschenden Partner können daher ein eventuelles „Mithören“ beim Schlüsselaustausch bemerken. Während der gewöhnliche Quantenschlüsselaustausch auch ohne Verschränkung möglich ist (z. B. mit dem BB84-Protokoll), erlaubt die Verwendung verschränkter Zustände einen sicheren Quantenschlüsselaustausch selbst dann, wenn man den verwendeten Geräten nicht vertraut (man spricht von geräteunabhängiger bzw. device-independent Sicherheit).[18]
- Quantencomputer: Bei Berechnungen mittels Qubits auf einem Quantencomputer spielt die Verschränkung der Qubits eine zentrale Rolle. Einerseits beruht der wesentliche Vorteil von Quantencomputern (dass manche Probleme durch Quantenalgorithmen mit sehr viel weniger Rechenschritten gelöst werden können als auf konventionellen Computern) auf der Verschränkung vieler Qubits im Verlauf der Rechnung.[19][20] Andererseits verwenden auch die Verfahren zur Quantenfehlerkorrektur, die nötig sind, um die Quantenrechnungen vor Dekohärenz zu schützen, verschränkte Zustände.[21]
- In der Quantenmetrologie werden verschränkte Zustände vieler Teilchen verwendet, um die mit begrenzten Ressourcen (Zahl der verwendeten Teilchen) mögliche Messgenauigkeit zu erhöhen.[22]

## Mathematische Betrachtung
Die folgende Diskussion setzt Kenntnisse in der Bra-Ket-Notation und der allgemeinen mathematischen Formulierung der Quantenmechanik voraus.
Es seien zwei Systeme {\displaystyle A} und {\displaystyle B} mit den Hilbert-Räumen {\displaystyle {\mathcal {H}}_{\rm {A}}} und {\displaystyle {\mathcal {H}}_{\rm {B}}} gegeben. Der Hilbert-Raum des zusammengesetzten Systems ist der Tensorproduktraum {\displaystyle {\mathcal {H}}_{\rm {A}}\otimes {\mathcal {H}}_{\rm {B}}}. Das System {\displaystyle A} sei im reinen Zustand {\displaystyle |\psi \rangle _{\rm {A}}} und System {\displaystyle B} im reinen Zustand {\displaystyle |\phi \rangle _{\rm {B}}}. Dann ist der Zustand des zusammengesetzten Systems ebenfalls rein und gegeben durch:
{\displaystyle |\psi \rangle _{\rm {A}}\;|\phi \rangle _{\rm {B}}}
Reine Zustände, die sich in dieser Form schreiben lassen, nennt man separabel oder Produktzustände.
Wählt man Orthonormalbasen {\displaystyle \{|i\rangle _{\rm {A}}\}} und {\displaystyle \{|j\rangle _{\rm {B}}\}} der Hilbert-Räume {\displaystyle {\mathcal {H}}_{\rm {A}}} und {\displaystyle {\mathcal {H}}_{\rm {B}}}, dann kann man die Zustände nach diesen Basen entwickeln und erhält mit komplexen Koeffizienten {\displaystyle a_{i}} und {\displaystyle b_{j}}:
{\displaystyle |\psi \rangle _{\rm {A}}\;|\phi \rangle _{\rm {B}}=\left(\sum _{i}a_{i}|i\rangle _{\rm {A}}\right)\left(\sum _{j}b_{j}|j\rangle _{\rm {B}}\right)}
Ein allgemeiner Zustand auf {\displaystyle {\mathcal {H}}_{\rm {A}}\otimes {\mathcal {H}}_{\rm {B}}} hat die Form:
{\displaystyle \sum _{i,j}c_{ij}|i\rangle _{\rm {A}}\;|j\rangle _{\rm {B}}}
Die separablen Zustände von {\displaystyle {\mathcal {H}}_{\rm {A}}\otimes {\mathcal {H}}_{\rm {B}}} sind die, deren Koeffizienten die Darstellung {\displaystyle c_{ij}=a_{i}b_{j}} erlauben, die also wie oben faktorisiert werden können. Ist ein Zustand nicht separabel, so nennt man ihn verschränkt.
Zum Beispiel seien zwei Basisvektoren {\displaystyle \{|0\rangle _{\rm {A}},|1\rangle _{\rm {A}}\}} von {\displaystyle {\mathcal {H}}_{\rm {A}}} und zwei Basisvektoren {\displaystyle \{|0\rangle _{\rm {B}},|1\rangle _{\rm {B}}\}} von {\displaystyle {\mathcal {H}}_{\rm {B}}} gegeben. Dann ist der folgende Zustand, der sog. „Singulett-Zustand“, verschränkt:
{\displaystyle {1 \over {\sqrt {2}}}{\Big (}|0\rangle _{\rm {A}}|1\rangle _{\rm {B}}-|1\rangle _{\rm {A}}|0\rangle _{\rm {B}}{\Big )}}
Wenn das zusammengesetzte System in diesem Zustand ist, haben weder {\displaystyle A} noch {\displaystyle B} einen bestimmten Zustand, sondern ihre Zustände sind überlagert und die Systeme sind in diesem Sinne verschränkt.
Als quantenmechanische Messwerte können nur Eigenwerte hermitescher Operatoren auftreten. Seien nun also „Messoperatoren“ {\displaystyle \Omega ^{(i)}} in jedem der beiden Teilsysteme {\displaystyle A} und {\displaystyle B} gegeben, welche die folgenden beiden Eigenwertgleichungen erfüllen:
{\displaystyle \Omega ^{(i)}|0\rangle _{(i)}=\lambda _{0}|0\rangle _{(i)}{\text{ und }}\Omega ^{(i)}|1\rangle _{(i)}=\lambda _{1}|1\rangle _{(i)}}
Durch das Tensorprodukt mit dem Einsoperator {\displaystyle I} kann man mit obigen Messoperatoren der Teilsysteme einen Operator auf dem Tensorproduktraum erzeugen, wobei das System, an dem gemessen wird, dann im Subskript notiert ist:
{\displaystyle \Omega _{A}=\Omega ^{(A)}\otimes I^{(B)}{\text{ bzw. }}\Omega _{B}=I^{(A)}\otimes \Omega ^{(B)}}
Man nehme an, Alice beobachte System {\displaystyle A}, Bob System {\displaystyle B}. Wenn Alice die Messung {\displaystyle \Omega _{\rm {A}}} durchführt, können mit gleicher Wahrscheinlichkeit zwei Ergebnisse auftreten:
1. Alice misst {\displaystyle \lambda _{0}}, und der Zustand des Systems kollabiert zu {\displaystyle |0\rangle _{\rm {A}}|1\rangle _{\rm {B}}.}
2. Alice misst {\displaystyle \lambda _{1}}, und der Zustand kollabiert zu {\displaystyle |1\rangle _{\rm {A}}|0\rangle _{\rm {B}}.}

Im ersten Fall kann (oder konnte) jede Messung {\displaystyle \Omega _{\rm {B}}} durch Bob immer nur {\displaystyle \lambda _{1}} ergeben, im zweiten Fall immer nur {\displaystyle \lambda _{0}}. Also wurde der Zustand des Systems durch die von Alice durchgeführte Messung verändert, auch wenn {\displaystyle A} und {\displaystyle B} räumlich getrennt sind. Hier liegt das EPR-Paradoxon begründet, und auch die sog. Quantenteleportation.
Das Ergebnis von Alices Messung ist zufällig, sie kann nicht den Zustand bestimmen, in den das System kollabiert, und kann daher durch Handlungen an ihrem System keine Informationen zu Bob übertragen. Eine zunächst möglich scheinende Hintertür: Sollte Bob mehrere exakte Duplikate der Zustände machen können, die er empfängt, könnte er auf statistischem Weg Informationen sammeln – das No-Cloning-Theorem beweist aber die Unmöglichkeit des Klonens von Zuständen. Daher wird – wie oben erwähnt – die Kausalität nicht verletzt.
Der Grad der Verschränkung eines Zustandes wird durch die Von-Neumann-Entropie {\displaystyle S=-{\text{tr}}(\rho _{\text{red}}\ln(\rho _{\text{red}}))} des reduzierten Dichteoperators des Zustandes gemessen. Die Von-Neumann-Entropie des reduzierten Dichteoperators eines unverschränkten Zustandes ist null. Dagegen ist die Von-Neumann-Entropie eines reduzierten Dichteoperators eines maximal verschränkten Zustandes (wie z. B. eines Bell-Zustandes) maximal.
Hier sei noch darauf hingewiesen, dass es neben den oben besprochenen verschränkten reinen Zuständen (denen die reinen Produktzustände – ohne Verschränkung – gegenüberstehen) die verschränkten gemischten Zustände gibt (denen die gemischten Produktzustände – ohne Verschränkung – gegenüberstehen).

## Test auf Verschränkung
Ob ein gegebener Zustand verschränkt ist, lässt sich mathematisch aus seiner Dichtematrix bestimmen. Hierzu gibt es verschiedene Verfahren, beispielsweise das Peres-Horodecki-Kriterium oder den Test, ob die Schmidt-Zerlegung des Zustandes mehr als einen Term hat.
Für einen reinen verschränkten Zustand {\displaystyle |B\rangle } eines Systems, das sich aus einem Teilsystem 1 und einem Teilsystem 2 zusammensetzt, gilt {\displaystyle \rho =|B\rangle \langle B|}. Bildet man die Partialspur über eines der beiden Systeme (z. B. System 1), so erhält man den reduzierten Dichteoperator {\displaystyle \rho _{2}:={\text{Spur}}_{1}{\rho }}. Betrachtet man nun das Quadrat des reduzierten Dichteoperators {\displaystyle \rho _{2}^{2}} und ist dieses ungleich {\displaystyle \rho _{2}}, so beschreibt der reduzierte Dichteoperator ein Gemisch und somit beschreibt {\displaystyle \rho } einen verschränkten Zustand. Denn bei einem verschränkten Zustand erzeugt die Messung an einem System ein klassisches Gemisch von Zuständen im anderen System aus Sicht aller Beobachter, die das Messergebnis im ersten System nicht kennen. Läge ein nicht-verschränkter Zustand vor, so würde die Messung an einem System den Zustand im anderen System nicht verändern.
Für gemischte Zustände ist der Test auf Verschränkung im Allgemeinen sehr schwierig (NP-schwer). Teilweise Antworten liefern sogenannte Separabilitätskriterien, deren Verletzung eine hinreichende Bedingung für Verschränkung ist. Das historisch und praktisch wichtigste Kriterium ist die Bell-Ungleichung, deren Verletzung in einem Bell-Test-Experiment ein Nachweis für die Verschränkung des untersuchten Zustands ist.
Verschränkung kann auch quantifiziert werden, das heißt, es gibt mehr und weniger stark verschränkte Zustände. Der Grad an Verschränkung wird durch ein Verschränkungsmaß ausgedrückt.

## Besondere verschränkte Systeme

### Biologische Systeme
Bisher (2021) ist noch kein zweifelsfreier Nachweis in biologischen Systemen erfolgt. Graham Fleming, Mohan Sarovar und andere (Berkeley) meinten 2010, mit Femtosekunden-Spektroskopie nachgewiesen zu haben, dass im Photosystem-Lichtsammelkomplex der Pflanzen eine über den gesamten Komplex reichende stabile Verschränkung von Photonen stattfindet, was die effiziente Nutzung der Lichtenergie ohne Wärmeverlust erst möglich mache. Bemerkenswert sei daran unter anderem die Temperaturstabilität des Phänomens. Kritik daran äußerten 2012 Sandu Popescu, Hans J. Briegel und Markus Tiersch.
Stuart Hameroff und Roger Penrose schlugen 2014 zur Erklärung der erstaunlichen Leistungsfähigkeit des Gehirns vor, dass diese unter anderem auf Korrelationen und Verschränkung zwischen elektronischen Zuständen der in den Neuronen häufigen Mikrotubuli beruht. Allgemein wird diese Auffassung als nicht wissenschaftlich begründet angesehen.

### Makroskopische Systeme
Von besonderem Interesse ist die Frage, wie „groß“ Systeme sein können, die quantenverschränkt werden können, was auch eine Frage nach der Grenze von klassischer Mechanik zu Quantenmechanik ist. 2021 zeichnete die Zeitschrift Physics World zwei unabhängige Gruppen mit ihrem Breakthrough-of-the-Year-Preis aus dafür, dass sie zwei rund 10 Mikrometer große, nebeneinander liegende trommelartige mechanische Resonatoren quantenverschränkten. Die eine Gruppe um John Teufel und Shlomi Kofler war vom US National Institute of Standards and Technology (NIST), die andere um Mikan Sillanpää war von der Universität Aalto und der University of New South Wales. Den Quantengrundzustand dieses Oszillators hatte die Gruppe um John Teufel schon 2017 beobachtet. Die beiden Gruppen wählten unterschiedliche Herangehensweisen: Die Gruppe um Sillanpää benutzte eine spezielle Resonanzfrequenz, die die Verschränkung störendes Rauschen eliminierte, die Gruppe um Teufel konstruierte ein 2-Qubit-Gatter mit beiden Resonatoren.
2021 gelang es Eugene S. Polzik und anderen vom Niels-Bohr-Institut in Kopenhagen, zwei sehr verschiedene quantenmechanische Objekte quantenzuverschränken, eine dielektrische mechanische makroskopische (Größenordnung Millimeter) Membran und den Gesamtspin einer Wolke von rund {\displaystyle 10^{9}} Atomen in einem magnetischen Feld, die über Photonen und eine größere Distanz wechselwirken.

## Sonstiges
Juan Maldacena und Leonard Susskind stellten 2013 die Hypothese der Äquivalenz (Gleichwertigkeit) von quantenverschränkten Teilchenpaaren (EPR) und speziellen Wurmlöchern in der Quantengravitation auf als Möglichkeit der Lösung des Informationsparadoxons Schwarzer Löcher und dessen Verschärfung im firewall-Paradoxon.